# Pitzhanger Manor

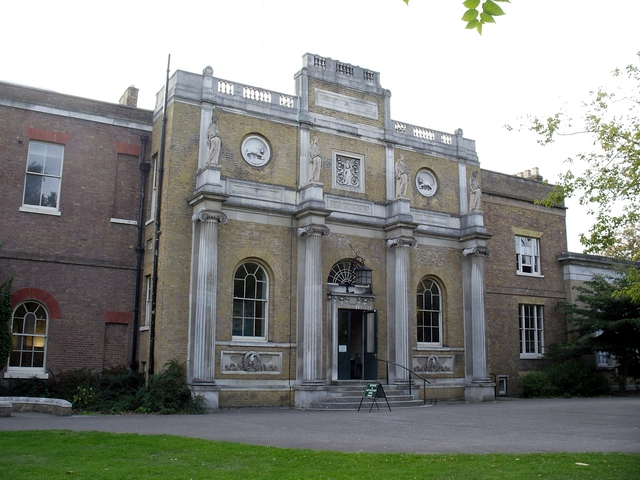
Pitzhanger Manor côté Est

Pitzhanger Manor House, à Ealing dans le Walpole Park, est une des dernières country houses londoniennes, devenue maintenant un musée. L'endroit tire son nom de Pitshanger Village.

## Histoire
C’était à l'origine un bâtiment de pierre datant du XVIe siècle.
À la demande de son propriétaire Thomas Gurnell, elle fut agrandie en 1768 par l'architecte George Dance le Jeune, qui rajouta une salle de réception et une salle à manger, avec l'aide de son élève John Soane.
La bâtisse et le domaine qui l'entoure appartinrent ensuite, de 1800 à 1810, à Soane qui la fit reconstruire dans le style néo-classique, à l'exception des ajouts de Georges Dance.
Le bâtiment est monument classé de Grade I.